# Viagens no Scriptorium
Travels in the Scriptorium é um romance de Paul Auster de 2007.

Em Viagens no Scriptorium, um romance de Paul Auster, um homem de uma certa idade (Mr. Blank) encontra-se sentado num quarto, com apenas uma porta, uma janela, uma cama, uma secretária e uma cadeira. Este homem acorda todos os dias sem memória, não tendo a certeza se está ou não trancado no quarto. Anexadas aos poucos objectos à sua volta estão etiquetas escritas à mão com apenas uma palavra; na secretária encontra-se uma série de fotografias a preto e branco vagamente familiares e quatro pilhas de papel. Em seguida, uma mulher de meia-idade chamada Anna entra no quarto e fala de comprimidos e tratamentos, mas também de amor e promessas.
Depois de "As Loucuras de Brooklyn", "Viagens no Scriptorium" marca o regresso de Paul Auster a um território mais metafísico. Um puzzle sombrio, um jogo que envolve ao mesmo tempo o leitor e o escritor, uma exploração engenhosa da linguagem, da responsabilidade e da passagem do tempo.